# مرسيدس بيترو
مرسيدس بيترو (بالإسبانية: Mercedes Simone)‏ هي مغنية ومغنية مؤلفة وممثلة أرجنتينية، ولدت في 21 أبريل 1904 في Villa Elisa, Buenos Aires ‏ في الأرجنتين، وتوفيت في 2 أكتوبر 1990.

## وصلات خارجية
- مرسيدس بيترو على موقع IMDb (الإنجليزية)
- مرسيدس بيترو على موقع ميوزك برينز (الإنجليزية)
- مرسيدس بيترو على موقع ديسكوغز (الإنجليزية)